# 東日本大震災事業者再生支援機構
株式会社東日本大震災事業者再生支援機構（ひがしにほんだいしんさいじぎょうしゃさいせいしえんきこう）は、東日本大震災で被災した事業者の再生を支援することを目的として設立された株式会社。株式会社東日本大震災事業者再生支援機構法（平成23年法律第113号）を根拠とし、2012年2月22日に設立（登記申請）され、3月5日に業務を開始した。

## 概要
2011年3月11日に発生した東日本大震災（福島第一原子力発電所事故による被災も含む）では、多くの企業が津波や警戒区域設定に伴う避難によって大きな被害を受けた。これらの企業のうち特に中小企業の負った過大債務を解消し事業の再開・継続を支援することを目的として当機構が設置された。

## 役員（2020年6月末現在）
- 代表取締役社長 - 松﨑孝夫（元新生銀行常務執行役員法人営業本部長）
- 代表取締役専務 - 宮崎信太郎（前東日本大震災事業者再生支援機構常務執行役員）
- 社外取締役 - 園尾隆司（弁護士　西村あさひ法律事務所オブカウンセル、元東京高等裁判所長官代行判事）
- 社外取締役 - 利根忠博（埼玉経済同友会特別幹事、元埼玉りそな銀行代表取締役社長）
- 社外取締役 - 三輪宏子（FMS綜合研究所代表）
- 社外監査役 - 河内悠紀（弁護士、元大阪高等検察庁検事長）
- 社外監査役 - 福島優子（公認会計士、全国健康保険協会監事）

## 支援のスキーム
政府が預金保険機構と農水産業協同組合貯金保険機構にそれぞれ186.8 億円、13.2億円を出資し（計200億円）、両機構と他の民間企業、地方自治体が出資を行って当機構が設立される。また、市場からの資金調達に対しては5000億円の政府保証が付く。
当機構は、中小事業者が金融機関に対して被災前から負っていた旧債務を買い取り、その債務の支払い繰り延べ、一部免除等を行い、金融機関が事業者に対し事業再開のための新たな融資を行うための環境を整える。さらに、機構は対象事業者に対する出資、債務保証、つなぎ融資、経営指導等も行い、円滑な事業再開を支援する。
支援の対象は、政令の指定する市町村に所在する小規模事業者、農林水産事業者、医療福祉事業者等であり、第三セクターや大企業は対象外。

## 類似の目的を持つ機関
経済産業省は、外局の中小企業庁を通じて、岩手県、宮城県、福島県、茨城県の各県に、県、地域金融機関及び中小企業基盤整備機構等との共同出資により、以下の5つの「産業復興機構」を設立し、二重ローン問題の支援を行っている。
- 岩手産業復興機構投資事業有限責任組合（通称・岩手産業復興機構）
  - 無限責任組合員は、東北みらいキャピタル株式会社。有限責任組合員は、独立行政法人中小企業基盤整備機構、岩手中小事業者支援投資事業組合[10]。
- 茨城県産業復興機構投資事業有限責任組合（通称・茨城県産業復興機構）
  - 無限責任組合員は、いばらきクリエイト株式会社。有限責任組合員は、独立行政法人中小企業基盤整備機構、茨城県、いばらきクリエイト株式会社、いばらきエクイティ有限会社（匿名組合）[11]。
- 宮城産業復興機構投資事業有限責任組合（通称・宮城産業復興機構）
  - 無限責任組合員は、東北みらいキャピタル株式会社。有限責任組合員は、独立行政法人中小企業基盤整備機構、宮城県、県内銀行2行、県内信用金庫5金庫、県内信用組合3組合[12]。
- 福島産業復興機構投資事業有限責任組合（通称・福島産業復興機構）
  - 無限責任組合員は、福島リカバリ株式会社。有限責任組合員は、独立行政法人中小企業基盤整備機構、福島県、県内銀行3行、県内信用金庫8金庫、県内信用組合4組合[13]。
- 千葉産業復興機構投資事業有限責任組合（通称・千葉産業復興機構）
  - 無限責任組合員は、株式会社千葉リバイタル。有限責任組合員は、独立行政法人中小企業基盤整備機構、千葉県、県内銀行3行、県内信用金庫5金庫、県内信用組合3組合[14]。

しかし、2012年2月14日の報道では、同日までの買い取り件数は2件であり、両機構の棲み分けも問題点として指摘されている。政府は、「いずれも被災事業者の二重債務問題に関し、債権の買取り等を通じて事業の再生を支援する」機関であり、「一体となって、支援に取り組んでいきたい」としている。
東日本大震災事業者再生支援機構は、資本金5億円未満の事業者、および、従業員1000人未満の事業者に限定し、産業復興機構と役割を分担する。